# Guido Frank
Guido Frank (* 3. April 1968) ist ein ehemaliger österreichischer Fußballspieler und nunmehriger -trainer.

## Karriere

### Als Spieler
Frank spielte bis 1989 beim ASKÖ Wölfnitz. Zur Saison 1989/90 wechselte er zum SV Viktoria Viktring. Zur Saison 1990/91 schloss er sich dem Bundesligisten DSV Alpine an. Für die Steirer kam er allerdings nicht zum Einsatz. Daher wechselte er in der Winterpause zurück nach Kärnten zum Zweitligisten Wolfsberger AC, für den er im März 1991 gegen den Grazer AK in der zweiten Liga debütierte. Für den WAC spielte er sechs Mal in der zweithöchsten Spielklasse, die Wolfsberger stiegen zu Saisonende allerdings aus der 2. Division ab.
Daraufhin wechselte Frank zur Saison 1991/92 zum Zweitligisten SK Austria Klagenfurt. In der Kärntnern Landeshauptstadt kam er zu 24 Einsätzen, in denen er zwei Tore erzielte. Allerdings stieg auch die Austria zu Saisonende aus der zweithöchsten Spielklasse ab. Daher schloss er sich zur Saison 1992/93 dem SV Spittal/Drau an. Für Spittal kam er zu 29 Zweitligaeinsätzen.
Zur Saison 1993/94 kehrte er zu Wölfnitz zurück. Im Jänner 1995 wechselte er zum Annabichler SV. Zwischen 1995 und 1997 spielte er nochmals für Viktoria Viktring, zwischen 1998 und 2000 für den FC Welzenegg. In der Saison 2000/01 war er für ASKÖ Techelsberg im Einsatz. Zur Saison 2001/02 wechselte er zu ATUS Ferlach, wo er sechseinhalb Jahre lang spielte. Zwischen 2007 und 2008 setzte Frank sich noch 27 Mal als Trainer der WSG Brückl selbst ein, ehe er seine Karriere als Aktiver beendete.

### Als Trainer
Frank übernahm im September 2006 die fünftklassige WSG Brückl als Trainer. Im Jänner 2009 wechselte er zum viertklassigen SK Treibach. Nach siebeneinhalb Jahren als Trainer von Treibach trennte sich der Verein von Frank im Juni 2016.
Zur Saison 2016/17 übernahm er den sechstklassigen FC Poggersdorf. Mit Poggersdorf stieg er zu Saisonende in die Unterliga auf. Nach dem Aufstieg verließ er den Verein. Im April 2018 übernahm er Poggersdorf ein zweites Mal als Trainer, stieg mit dem Verein allerdings zu Saisonende wieder aus der Unterliga ab, woraufhin er den Klub erneut verließ. Zur Saison 2020/21 wurde er Jugendtrainer beim HSV Klagenfurt.